# Реджеповский, Реджеп
Реджеп Реджеповский (макед. Реџеп Реџеповски; род. 14 декабря 1962, Куманово) — югославский боксёр, представитель легчайшей и наилегчайшей весовых категорий. Выступал за сборную Югославии по боксу на всём протяжении 1980-х годов, серебряный призёр летних Олимпийских игр в Лос-Анджелесе, чемпион югославского национального первенства, победитель и призёр многих турниров международного значения. Также известен как тренер по боксу.

## Биография
Реджеп Реджеповский родился 14 декабря 1962 года в городе Куманово Социалистической Республики Македония, Югославия. Проходил подготовку в местном боксёрском клубе.
Впервые заявил о себе в 1980 году, выиграв серебряную медаль на молодёжном чемпионате Балкан в Измире.
В 1981 году одержал победу на чемпионате Югославии в зачёте первой наилегчайшей весовой категории, выиграл международный турнир в Белграде и принял участие в двух матчевых встречах со сборной США.
В 1983 году выиграл балканский чемпионат в Афинах в наилегчайшем весе, вновь участвовал в матчевой встрече со сборной США.
Благодаря череде удачных выступлений удостоился права защищать честь страны на летних Олимпийских играх 1984 года в Лос-Анджелесе — в категории до 51 кг прошёл первых четверых соперников по турнирной сетке, тогда как в решающем финальном поединке со счётом 1:4 уступил американцу Стиву Маккрори и таким образом получил серебряную олимпийскую медаль.
После Олимпиады Реджеповский остался в основном составе югославской национальной сборной и продолжил принимать участие в крупнейших международных турнирах. Так, в 1986 году он стал серебряным призёром турнира Intercup в Карлсруэ, проиграв в финале кубинцу Арнальдо Месе, боксировал на матчевой встрече со сборной Швеции, взяв верх над шведским боксёром.
В 1987 году одержал победу на чемпионате Югославии в легчайшем весе, дошёл до финала на домашнем чемпионате Балкан в Приштине.
Впоследствии выступал за немецкий клуб Gelsenkirchen-Erle, в частности в сезоне Бундеслиги 1990/91 выиграл у титулованного немецкого боксёра Рене Брайтбарта.
В общей сложности провёл в любительском олимпийском боксе 120 боёв, из них 110 выиграл, 6 раз проиграл, в четырёх случаях была зафиксирована ничья.
Завершив спортивную карьеру, работал тренером по боксу в родном Куманове